# Beginnings (album Ambrose Slade)
Beginnings – pierwszy album angielskiego zespołu Slade (wydany pod nazwą Ambrose Slade). Został wydany 9 maja 1969 roku, ale nie został odnotowany na listach przebojów. Album ten ukazał się także w USA, jednakże pod tytułem Ballzy. Rok po premierze wydany ponownie jako Beginnings of Slade. Okładka albumu przedstawia zespół na Wzgórzu Pouk w Wolverhampton.

## Lista utworów
| 1.  | „Genesis” (Holder/Lea/Hill/Powell)                                                     | 3:17  |
|     |                                                                                        |       |
| 2.  | „Everybody's Next One” (John Kay, Gabriel Mekler) (cover Steppenwolf)                  | 2:47  |
|     |                                                                                        |       |
| 3.  | „Knocking Nails into My House” (Jeff Lynne) (cover The Idle Race)                      | 2:25  |
|     |                                                                                        |       |
| 4.  | „Roach Daddy” (Holder/Lea/Hill/Powell)                                                 | 3:05  |
|     |                                                                                        |       |
| 5.  | „Ain't Got No Heart” (Frank Zappa) (cover The Mothers of Invention)                    | 2:38  |
|     |                                                                                        |       |
| 6.  | „Pity The Mother” (Holder/Lea)                                                         | 3:59  |
|     |                                                                                        |       |
| 7.  | „Mad Dog Cole” (Holder/Lea/Hill/Powell)                                                | 2:43  |
|     |                                                                                        |       |
| 8.  | „Fly Me High” (Justin Hayward) (cover Moody Blues)                                     | 2:57  |
|     |                                                                                        |       |
| 9.  | „If This World Were Mine” (Marvin Gaye) (cover Marvin Gaye & Tammi Terrell)            | 3:18  |
|     |                                                                                        |       |
| 10. | „Martha My Dear” (Lennon/McCartney) (cover The Beatles)                                | 2:20  |
|     |                                                                                        |       |
| 11. | „Born to Be Wild” (Mars Bonfire)                                                       | 3:25  |
|     |                                                                                        |       |
| 12. | „Journey to the Centre of Your Mind” (Ted Nugent/Steve Farmer) (cover The Amboy Dukes) | 2:56  |
|     |                                                                                        |       |
|     |                                                                                        | 35:50 |
|     |                                                                                        |       |

## Lista utworów Beginnings of Slade
| 1.  | „Born To Be Wild”                    | 3:24  |
|     |                                      |       |
| 2.  | „Genesis”                            | 3:16  |
|     |                                      |       |
| 3.  | „Martha My Dear”                     | 2:19  |
|     |                                      |       |
| 4.  | „Ain't Got No Heart”                 | 2:37  |
|     |                                      |       |
| 5.  | „Roach Daddy”                        | 3:03  |
|     |                                      |       |
| 6.  | „Everybody's Next One”               | 2:45  |
|     |                                      |       |
| 7.  | „Fly Me High”                        | 2:56  |
|     |                                      |       |
| 8.  | „If This World Were Mine”            | 3:16  |
|     |                                      |       |
| 9.  | „Pity The Mother”                    | 3:57  |
|     |                                      |       |
| 10. | „Knocking Nails into My House”       | 2:24  |
|     |                                      |       |
| 11. | „Mad Dog Cole”                       | 2:42  |
|     |                                      |       |
| 12. | „Journey To the Center of Your Mind” | 2:46  |
|     |                                      |       |
|     |                                      | 35:25 |
|     |                                      |       |

## Twórcy

### Slade
- Noddy Holder - wokal, gitara rytmiczna, produkcja
- Dave Hill - gitara prowadząca, produkcja
- Jim Lea - gitara basowa, produkcja
- Don Powell - perkusja, produkcja

### Produkcja
- Roger Wake - produkcja, inżynier
- Richard Stirlin - fotograf
- Linda Glover - okładka